# Tiago Dantas
Tiago Filipe Oliveira Dantas (Lisboa, 24 de dezembro de 2000) é um jogador de futebol português que atua como meio campista. Atualmente joga pelo AZ Alkmaar, emprestado pelo Benfica.

## Carreira

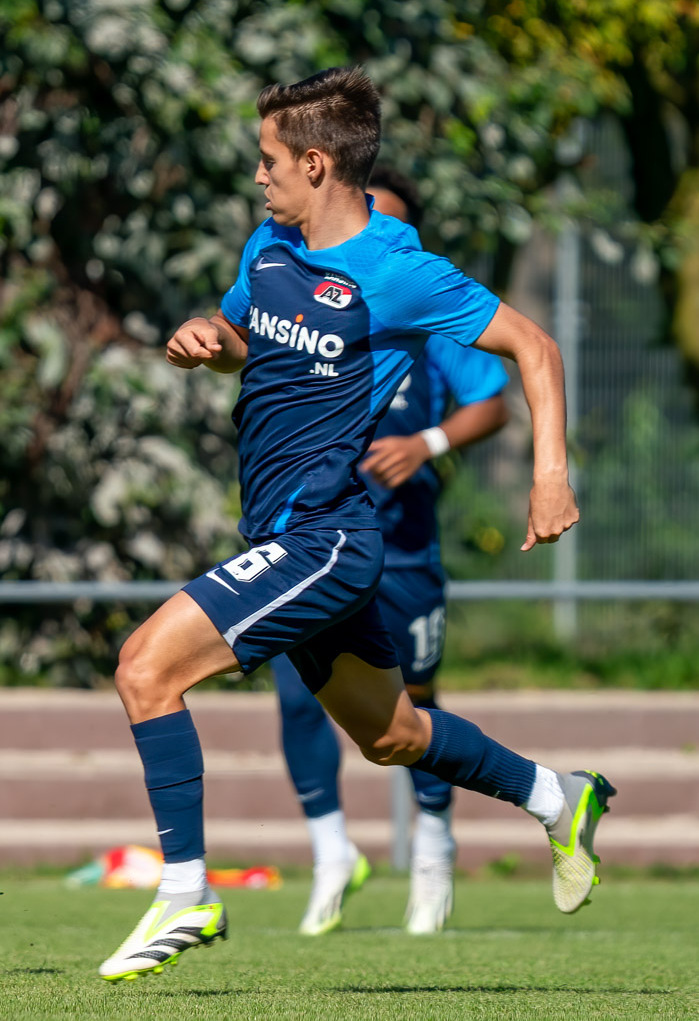
Tiago Dantas, 2023

Nascido em Lisboa, Dantas ... juvenil do Benfica em 2010. Estreou como profissional em 11 de agosto de 2018, no Benfica B, na vitória contra o Leixões pela Segunda Liga.
Em 2019, estreou no time principal do Benfica contra o Vitória de Setúbal pela Taça da Liga em 21 de dezembro.
Em outubro de 2020, juntou-se ao Bayern de Munique II, por empréstimo durante uma temporada.
Em 27 de fevereiro de 2021, fez sua estreia na Bundesliga pelo Bayern de Munique contra o 1.FC Köln.

## Títulos

### Benfica
- Campeonato Nacional de Juniores: 2017–2018

### Bayern de Munique
- Bundesliga: 2020–2021[5]

- Campeonato do Mundo de Clubes da FIFA: 2020[6]